# 沈阳北站
沈阳北站位于中华人民共和国辽宁省沈阳市沈河区和皇姑区的交界处，是目前沈阳市主要的铁路客运站之一，为中国铁路沈阳局集团下辖的特等站，办理客运业务。沈阳北站的铁路目前有京哈铁路、沈大铁路、京哈高速铁路及沈大高速铁路，是中国五大铁路交通枢纽之一。由于沈阳北站办理旅客列车众多，故被人们称为“辽宁第一站”。沈阳北站前身为奉天总站、辽宁总站，老站房由著名建筑设计师杨廷宝设计，候车大厅的设计是欧式与中式建筑风格结合式。1988年，沈阳北站老站房停办客运业务，并于2003年被列为辽宁省文物保护单位，于2013年被列为全国重点文物保护单位。
车站现站房于1986年11月6日开工，1990年12月22日建成，是中国国家“七五”计划期间重点工程。2010年，沈阳北站开始进行了北站交通枢纽改造工程，修建现代化的北站房及南北广场等配套工程。2012年7月15日，沈阳北站北广场已于投入使用。沈阳北站南侧老站房及南广场的改造于2013年8月16日9时投入使用。

## 历史沿革

### 奉天新站

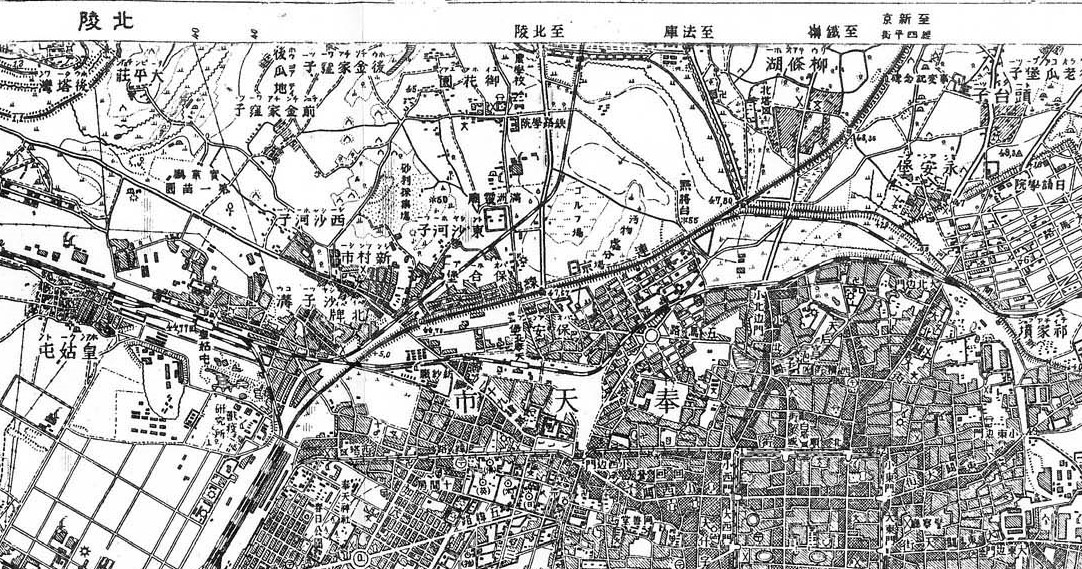
1939年的奉天地图。可见北奉天站和连接的奉山铁路和奉吉铁路。南满铁路（连京线）不经过车站并于三洞桥和奉山线立体相交

奉天新站原为关内外铁路的终点站。1902年，袁世凯接任关内外铁路大臣，督修由打虎山起的工程。直到1903年9月，关内外铁路修至新民市。新民至奉天的距离已不足60公里，工程却就此停止。因为根据中俄《续订旅大租地条约》规定，中国不能“将南满支路所经过地区之铁路权利给与它国”，而清政府是向英国借款、由英方工程师主持修筑的这条铁路，如果修筑到奉天的话，势必与俄国发生新的麻烦。1905年9月5日，争夺在辽宁省利益的日俄战争以《朴茨茅斯条约》的签订而停止；随后，日本接管了原为俄国的东清铁路长春宽城子以南区域的铁路、支线及一切特权、财产。后经多次交涉，清政府从津榆铁路余利项下筹出166万日元购回了原由日军在日俄战争期间修建的新（民）-奉（天）铁路，并将窄轨改为标准轨距，与关内外铁路联轨。至此，关内外铁路自北京永定门车站至沈阳皇姑屯车站，全长839.2公里，全线通车，并改名为京奉铁路。
1907年，京奉铁路宣告开通，由于受到日本南满铁路阻碍，铁路并未能直通奉天。当时的终点站奉天城站地处皇姑屯位于奉天城外（现皇姑屯站），离奉天城根还有3.9公里。1911年11月，在中日签订《中日京奉铁路延长线协约》后，京奉铁路才得以通到市区，车站设在西星寺附近，今皇寺庙东北岗维里，站名为奉天城火车站，为砖瓦平房，同时原奉天城站更名皇姑屯站。1913年，奉天城站铁路线向东延长至小西边门，将奉天省立第五小学校舍三栋平房改为站房，并更名为奉天新站，以区别南满铁路的奉天驿。

### 辽宁总站、北奉天驛

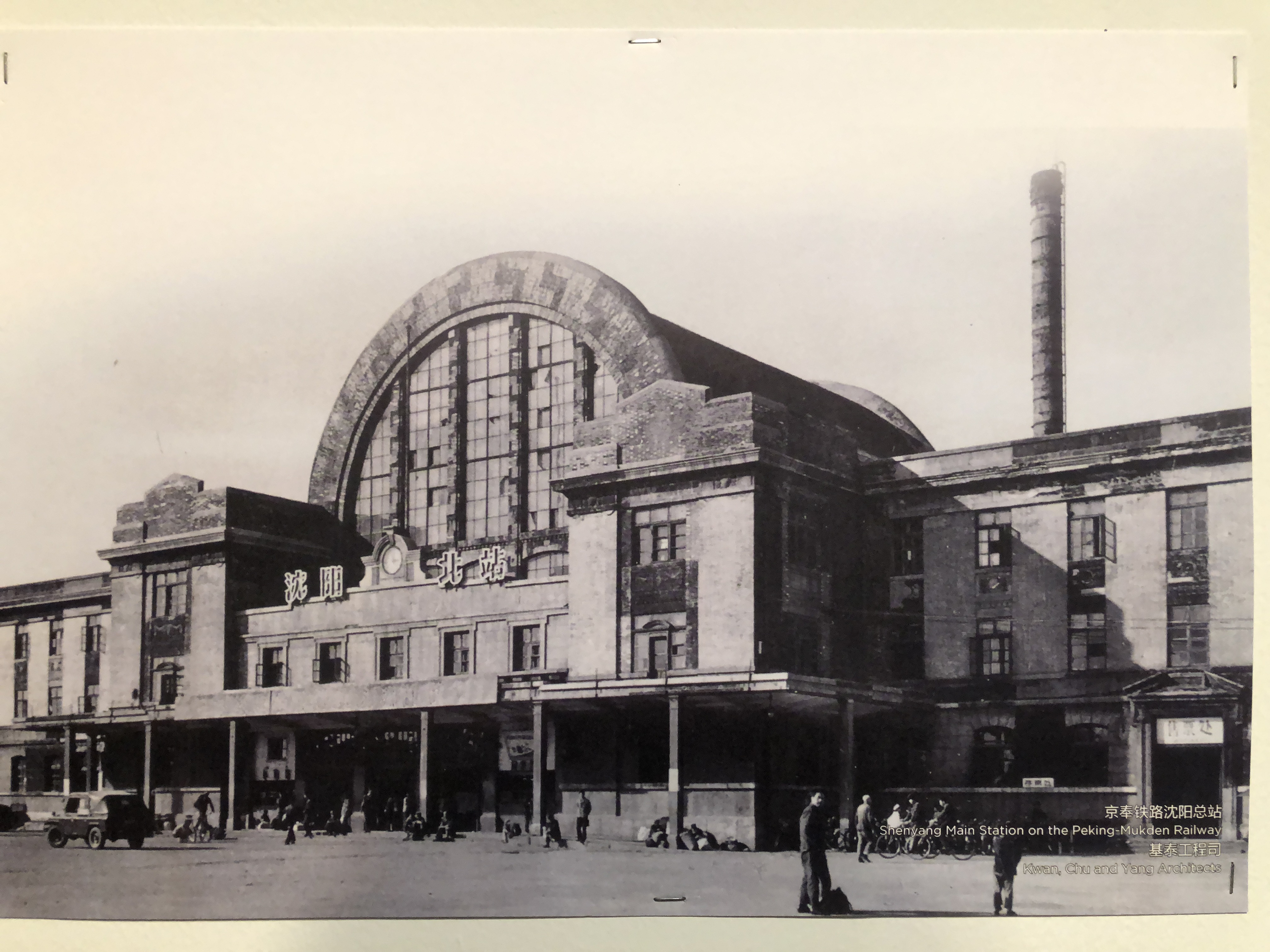
沈阳北站旧貌

1927年，奉系军阀张作霖为了发展中国铁路运输事业与由日本人经营的奉天驿进行抗衡，决定于京奉铁路终点处修建奉天城站，建设方案采用著名建筑设计师杨廷宝的设计。1927年施工，1930年建成，总面积8485平方米，为钢筋混凝土结构，小木格窗，绿色铁瓦顶。1931年3月19日，竣工通车的奉天城站成为当时中国最大的铁路客运站，并更名为辽宁总站。当时的辽宁总站既是京奉铁路的终点，又是奉吉铁路的起点。当时，辽宁总站是个浩大的工程。当时联合了几位商人的资本，才使辽宁总站得以如期完工。当时，由于沈阳站是日本人控制的大站，中国旅客很少能在那里上下车，所以辽宁总站成为了中国人的铁路交通枢纽。辽宁总站主体建筑是旅客候车大厅，两侧为三层建筑的售票处和办公室，站前为长方形广场。车站总建筑面积为8450平方米，为砖混结构、木屋架，候车大厅屋顶为半圆形钢筋混凝土筒拱，拱脚下为捣制混凝土梁柱支承。拱顶最高处距离地面18米，拱跨度16米，拱筒长30米。候车大厅顶端采用大面积玻璃木窗，大厅下部两端为四扇对开拱形木门。
辽宁总站当年不仅是极富近现代风格的京奉铁路上最大的车站建筑，而且也是20世纪30年代初，沈阳最宏伟的城市建筑之一。辽宁总站货场、行李房、餐厅、旅馆、车站广场等设施一应齐备，并且将原港湾式月台改为可通过式站台，建筑规模大大超过了当地由日本南满铁路控制的交通枢纽奉天驿。辽宁总站是当时京奉铁路的终点站亦为沈海铁路的始发站，这使得奉天总站每天运送的物资源源不断，上下车的旅客多达几万人，因而有力拉动了沈阳经济的发展。1931年九一八事变后，日本人将辽宁总站更名为奉天总站。但是，北宁铁路局拒不承认这一站名，在其列车时刻表上，仍注以辽宁总站。1934年，被满铁改成北奉天驿。抗日战争胜利后，于1946年，辽宁总站正式定名为沈阳北站。
沈阳北站老站房由于股道数量少，设施简陋，咽喉通过能力紧张，导致皇寺铁道口的交通十分拥挤。北站所处地区过于热闹繁华，每天上下班高峰，堵车现象经常发生，日益成为沈阳乃至东北地区交通运输的瓶颈，加上站房候车室面积不足，沈吉线横穿市区中心，与多处市区干道平交，严重影响市内交通。因此，中华人民共和国建国后不久，于1953年，沈阳北站即被列入沈阳铁路枢纽改造规划中，计划修建新北站。于是，来往于老站房的列车一年少于一年，直至处于待迁状态。1988年6月25日，沈阳北站老站房停止办理了一切客运业务，它作为车站的功能至此结束。老站房现在是沈阳铁路局沈阳车务段办公地点。
现在沈阳人习惯称呼辽宁总站为老北站，2003年，辽宁总站被定为辽宁省文物保护单位。2013年5月3日，辽宁总站被定为全国重点文物保护单位。辽宁总站在建筑学上的历史意义在于其作为近代火车站的独特性。由于特殊的历史原因，中国现代建筑与传统建筑呈现出割裂发展的过程，因此近代建筑在中国建筑史上可谓昙花一现；但作为近代火车站的辽宁总站是独具地域和民族特色，且融有西方古典文化的建筑精品，也是沈阳近代建筑中具有较高的本土化程度的一座，而其历史意义在于它打破了日本南满铁路对辽宁的运输垄断，而且辽宁总站从外观、规模、质量等各个方面均超越了当时日本人把持的沈阳站。

### 新车站
沈阳北新客站地处沈阳铁路枢纽东西（沈山、沈吉铁路）和南北（长大铁路）两条直径线的交汇处。1985年6月1日，沈阳铁路局成立建设沈阳北新客运站工程指挥部。1986年，铁道部决定再次扩建沈阳北站。沈阳北新客站新建工程于1986年11月6日动工。时任国务院副总理李鹏参加了沈阳北站的奠基仪式，并题写了“沈阳北站”站名。沈阳北站建设队伍包括中国人民解放军驻沈阳部队、铁道部第三设计院沈阳计设院、沈阳铁路局沈阳工程处、沈阳第三建筑工程公司和来自社会各单位参加义务劳动的群众。1988年5月15日，沈阳北新客站正式接入长大铁路正线。
1990年12月22日，沈阳北站及其站房、列车到发场、机车折返段、客车技术作业站等设施悉数竣工并投入使用。车站总建筑面积15.1万平方米，总计投资3.25亿元。
建成后的沈阳北站是全国铁路客运站中第一个采用综合站房形式的列车站。车站除有客车的到发站场外，还有客车机车折返段、机车中检临修库、机车燃油储油库、卸油线、客车技术作业站以及客车车辆整备线。沈阳北站主站房的建成，改变了过去单纯的客运服务功能为较完备的综合服务功能。落成后的沈阳北站每日通过列车数极多，高峰期可以达到到达230对。因此，沈阳北站成为东北地区最大的铁路客运站、中国五大铁路交通枢纽之一，被人们称为辽宁第一站，可以与德国汉堡中央车站、荷兰鹿特丹中央火车站媲美。
2002年秦沈客运专线通车，线路通过皇姑屯站引入本站。
2004年5月11日，车站开始站台改造：将既有站台高度改为1.2米的高站台，同时修建横跨站场1-6站台的无站台柱雨棚：雨棚总建筑面积59207平方米，主体高度为17米，横向中间连续两跨分别为59.2米和66.5米。无站台柱雨棚与2005年9月竣工。

### 北站交通枢纽改造工程
在主站房投入使用后，沈阳北站便存在行人疏散空间不足，站前拥堵，行人过街量大，外围交通不畅等问题。2009年，沈阳北站高峰日客流量在10万余人次左右，站前广场的压力与日俱增。根据哈大客运专线客运量预测结果，沈阳北站远期旅客发送量为3935万人，远远超过站房的现有容量。因此，2011年，沈阳北站启动北站交通枢纽改造工程，该工程是沈阳北站继2003年第一次大规模改造工程后的第二次大规模改造，也是有史以来最大规模的改造工程。
由于铁路枢纽存在年代久远，若拆除北站主站房会影响到公交线路的大调整，而且周边长途汽车站、酒店旅馆、物资集散等很多配套设施都失去其存在的理由。更严重的是，有可能打破沈阳北站地区的人口结构平衡，进而引发一连串的社会问题。因此，改造工程决定就地改造既有的沈阳北站。
改造工程共计投资12.3亿元，将既有普速场搬迁至既有站场北侧；取消原来的候车室，换为横跨8个站台的贯通式候车大厅。候车大厅长度约为200多米，总面积为3.2万平方米，采用高架钢结构模式，棚顶为钢结构加铝板的形式，两侧为大面积玻璃窗。大厅位于铁轨之上，旅客可乘坐电梯下到站台上候车。
同时在北侧开辟新的北出口广场和新的子站房，改造南广场和主站房及地下综合交通枢纽，并使沈阳北站成为公交、出租车、地铁、火车“零换乘”为一体的综合枢纽。此外此次改造工程还新建沈阳北动车存车场及动车走行线。
2011年2月5日，新建普速场投入运营。2012年7月15日，沈阳北站北广场已于投入使用。沈阳北站南侧老站房及南广场的改造工程完工并投入使用的日期一推再推，最终于2013年8月16日9时投入使用。

## 车站结构

### 主站房及南广场
1990年启用的主站房是镶有银灰色瓷砖的弧形大楼，面宽136米，高60米，建筑面积3.6万平方米，内部包括入口大厅、旅客餐厅、商场、冷饮、理发、美容、录象厅、舞厅、设备及办公用房。主站房建筑为地下2层，地上16层，其中6至14层为客房层，地下1层中厅为旅馆大堂，设独立出入口，并与地下商业城相连。客站共占地103万平方米，综合站房建筑面积6万多平方米，车站部分共3层，有4排高9.5米自动扶梯、7座高架候车室，整体结构由铁道第三勘察设计院勘测设计。主站房东侧是3800平方米的售票厅和行李房，西边是行李领取房。站房内部配有由中国科学院声学研究所设计的客运广播系统，由20个信号源, 8个广播信道, 10 台大功率晶体管扩音机和20 个广播分区组成。
考虑到北站交通枢纽改造期间的运营问题，改造工程对既有主站房主体空间进行保留利用，只对内部公共空间做局部装修，并将站房外罩面装修，更换为白色石板和蓝色玻璃幕墙，将顶棚换为为大面积玻璃天窗提供通透视野。新建两处地下两层停车场、一处地下一层出租车停车场和一处行人地下过街通道。铺设高架送客道桥和落客平台并直接与高架候车大厅对接。南广场方面，取消地面停车，出租车和社会车辆将进入地下，将广场地面建设为人流集散和绿化景观空间，建设景观广场4.2万平方米，广场内以白麻花岗岩为广场砖
，绿化工程面积3.6万平方米，其中南广场两侧栽种高度超过5米，胸径15厘米左右的国槐，每棵树占地面积大约为4平方米，树间距在2米左右。将原来公交枢纽位置进行调整，公交枢纽从广场内调整至北站路南侧的两块绿地内。广场两侧建设2处公交车场站，设置20条公交线路。在改造工程中，沈阳北站提高北站路通行能力。采取增加过街通道、路口渠化、优化信号、增加隔离栏、强化管理等措施提高北站路通行能力。
在改造工程完成后，沈阳北站南广场将变为五层建筑，其中包括地下三层，地面层和地上一层，其中地上一层为单向四车道高架送站平台，高架送客通道主桥全长528.75米，桥宽9米，局部宽19米，2排车道，桥梁为现浇钢筋混凝土箱梁和钢箱梁两种结构形式，最大跨度50米。送站平台可提供近100个落客车位，车辆即停即走，地面层为公共交通枢纽和人流集散空间，地下层为铁路地下出站通道，人防空间，停车场，地铁通道等。东西两侧设置两个出站口，可容纳大客流出站，室内设有接客等候区。主站房一层设置32台自动售票机，以及残疾人窗口和退票窗口，二层设置27个人工售票窗口。
沈阳北站南广场工程原计划于2013年6月30日前完工，后延期至2013年7月31日前完工。

### 子站房
新建的子站房的车站部分楼体一共3层，采用旅客上进下出流线设计，并通过高架连廊与高架候车大厅连通，四周及棚顶周围都使用的大面积玻璃结构，使整个站房内部通透宽敞，富有空间感。
在子站房东西两个旅客地下通道与南广场的地铁间通过交换大厅实现零换乘。新建子站房建筑最高点22.08米，总面积1.36万平方米，新建雨棚3.4万平方米。子站房一层内的9个人工售票窗口和6台自动售票机。进站大厅设有4部扶梯直通3楼高架候车大厅。

### 高架候车大厅
高架候车大厅长192米，宽108米，面积为2.4万平方米，共有4000个座位，内部配有投币式手机加油站，可以通过多头插口给任何手机充电。大厅屋顶采用的是通透的玻璃和钢结构相结合的样式，以保证大厅采光并达到节能的效果。候车大厅左侧有A1到A14共十四个检票口，右侧有B2到B13共十二个检票口，所有检票口的前面共有五十多个黄色半米高的磁票入口机。候车大厅设有一个约50平米的母婴候车区，为需要母婴哺乳的旅客提供便利条件。

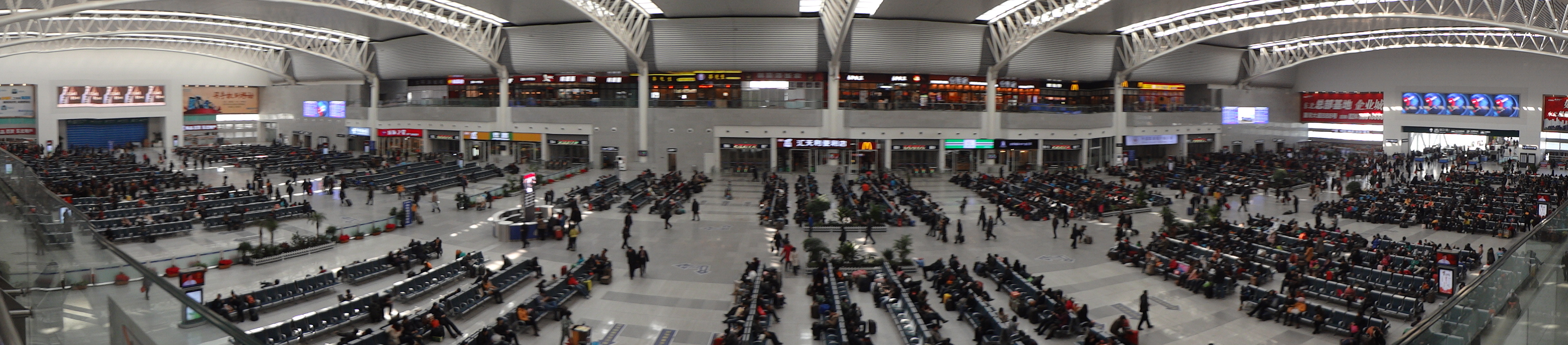
沈阳北站高架候车大厅

| 地上一层 | 高架送站平台        | 高架候车大厅、办公区                                       |
| 地面     | 站台层 中央进站大厅 | 火车站台 站房进站厅，步行集散广场                          |
| 地下一层 | 人防层 交通层       | 人防工程、出站通道，社会车辆停车场，出租车，公共商业服务区 |
| 地下二层 | 交通层              | 沈阳北站地铁站站厅、社会车辆停车场，公共商业服务区         |
| 地下三层 | 站台层              | 地铁2号线                                                  |

### 地下交通枢纽

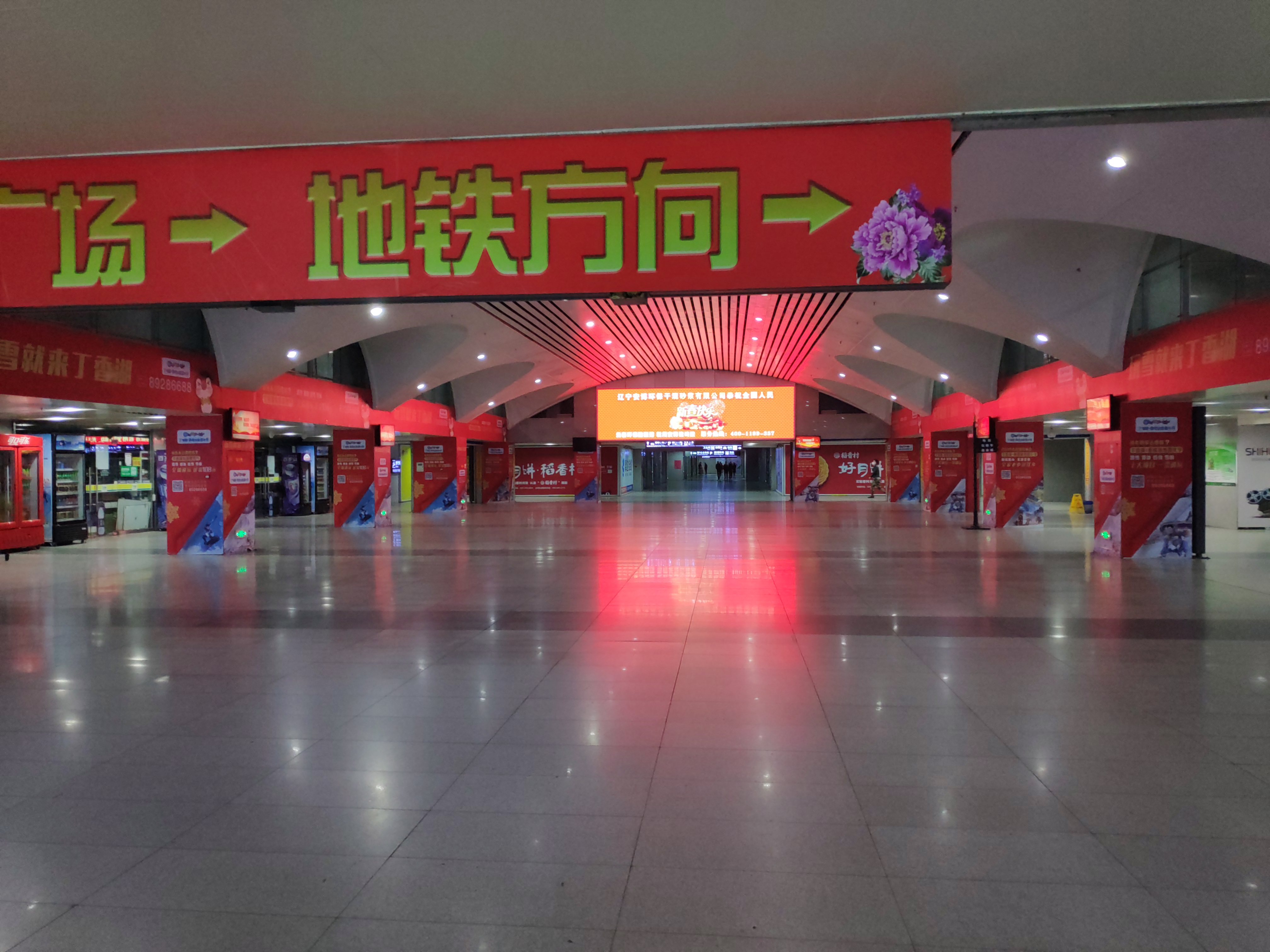
沈阳北站地下商业区

在北站地下交通枢纽工程中，在地下6米至地下12米间设置出站层，将高架候车大厅2条既有出站地道通向7、8站台侧接长，然后在8站台下横向贯通，通过地道通向子站房的地下出站厅。整个出站流线将南北两侧连通，使既有的单向出站形式改为南北双向出站，极大的缩短了旅客流线。在地下14米设为换乘层，结合既有市政设施，建设了1条地下南北市政通廊，将出站后的人流输送至北广场和沈阳地铁2号线地铁站，实现车站与地铁、公交车以及出租车车站的无缝连接。地铁站临近北站行李房，为三层车站，地下一层为人防共享空间，地下二层为地铁车站站厅层，地下三层为地铁站台层。

### 站线布置
1990年，刚落成的沈阳北站站场布置为6台11线。在2011年改造工程中，为了使不同需求的旅客活动沿站台分区进行，防止瓶颈和过度拥挤的现象，工程采取高、普速系统分场分线设计，将主站房一侧设置高速车场，子站房一侧设置普速车场。在枢纽改造工程中，站台向西扩建，变成8台16线：
其中客运专线场5台9线，哈大客运专线贯穿沈阳北高速场；京哈线（秦沈段）从西侧引入沈阳北高速场后，与哈大客专哈尔滨方向正线贯通；沈阳动车所走行线和沈吉铁路上行线从东咽喉引入站场。沈阳北普速场4台7线，有京哈铁路（沈哈段）和沈大铁路经过；从沈山北道大成站和京哈线秦沈段前丁香西线路所方向开来的下行京哈、沈山普速列车通过北皇联络线经原皇姑屯站进入车站普速场，该联络线为单线自动闭塞线路，经京哈线秦沈段的上行普速列车则于车站西咽喉直接进入秦沈上行正线；沈吉铁路下行线从普速场东咽喉引出。
未来沈白客运专线计划利用沈吉铁路上行联络线引入沈阳北站高速场，并新建下行联络线和沈山北道（大成至沈阳北）增二线；同时规划沈阳南站至沈阳站客专增建三线。
目前沈阳北站的各个站台均为等高列车地板站台，是当时东北地区唯一采用等高列车地板站台的车站。站台采用无站台柱雨棚，由近5000吨无缝钢管吊装建成，总建筑面积5.72万平方米。顶棚设计为弧形结构，共分三部分，中间主体为空间钢管连续拱桁架结构，钢管桁架梁跨度66.5米，上挂悬索；南面59.2米；北面跨度为21米；最高点高达17米，最低点为14米。
车站除有客车的到发站场外，还有客车机车折返段、机车中检临修库、机车燃油储油库、卸油线、客车技术作业站以及客车车辆整备线。
| 月台编号           | 路线                                       | 行驶方向                               |
| ------------------ | ------------------------------------------ | -------------------------------------- |
| 1～8               | 京哈客运专线・沈大高速铁路                 | 哈尔滨西・长春西・大连北・北京朝阳方向 |
| 9                  | 京哈客运专线・沈大高速铁路                 | 哈尔滨西・长春西・大连北・北京朝阳方向 |
| 京哈铁路・沈大铁路 | 北京・秦皇岛・长春・哈尔滨・大连・吉林方向 |                                        |
| 京哈铁路・沈大铁路 | 北京・秦皇岛・长春・哈尔滨・大连・吉林方向 | 10～14                                 |

| ↑ 文官屯 (北) ↑ 沈阳东 (東)                                      |
| １ \| ２、3 \| 4、5 \| 6、7 \| 8、9 \| 10、11 \| 12、13 \| 14 \| |
| ↓ 沈阳 (西南) ↓ 皇姑屯 (西)                                      |

## 使用情况

### 发送旅客数及列车数
2013年，沈阳北站平均每日发送旅客数为5万人。目前每日有314趟列车经过沈阳北站。

### 旅客列车目的地
| 车站所属路局   | 目的地 |
| -------------- | --- |
| 沈阳局集团     | 沈阳站，沈阳南站，大连站，大连北站，丹东站，吉林站，长春站，长春西站，辽源站，阜新站，延吉站，通化站，山海关站，盘锦站，图们站，延吉西站，珲春站，朝阳站，牛河梁站，通辽站，赤峰站，长白山站 |
| 哈尔滨局集团   | 哈尔滨站，哈尔滨西站，齐齐哈尔站，齐齐哈尔南站，双鸭山西站，七台河西站，佳木斯站，牡丹江站，绥化站，海拉尔站，满洲里站，漠河站，黑河站，绥芬河站                                             |
| 上海局集团     | 上海站，上海虹桥站，南京站，南京南站，宁波站，温州站，泰州站，合肥站，苍南站，杭州站，杭州西站                                                                                               |
| 北京局集团     | 北京站，北京丰台站，北京朝阳站，天津站，天津西站，石家庄站，承德南站，邯郸站 |
| 太原局集团     | 太原站，太原南站，运城站 |
| 济南局集团     | 济南站，济南西站，青岛北站，菏泽东站，日照站，威海站，荣成站，烟台站 |
| 郑州局集团     | 郑州站，郑州东站 |
| 武汉局集团     | 汉口站，武昌站，武汉站 |
| 西安局集团     | 西安站，西安北站 |
| 南昌局集团     | 福州站，厦门北站 |
| 昆明局集团     | 昆明站，曲靖站 |
| 广州局集团     | 广州站，长沙南站，深圳东站，海口站，东莞东站 |
| 成都局集团     | 成都东站，成都西站，重庆北站 |
| 呼和浩特局集团 | 呼和浩特站，包头站，呼和浩特东站 |
| 南宁局集团     | 南宁站 |
| 青藏集团       | 西宁站 |
| 乌鲁木齐局集团 | 乌鲁木齐站 |

## 配套交通

### 公交及长途客车
南广场马路南侧配有两个大型公交场站，通过步行梯、扶梯或无障碍电梯与通往候车大厅的地下通道相连。南广场与北广场间有公交接驳专线，乘坐各线公交车或者乘地铁在沈阳北站下车的旅客可以换乘公交专线到达沈阳北站北广场。北站南广场建有占地面积5000平方米的长途客车停车场，配有长途客车线路85条，共有车辆292台。2012年，开通桃仙机场往返于沈阳北站的旅客巴士专线。

### 地铁
沈阳地铁2号线沈阳北站站的A、B出入口出站可直接上到南广场西侧，在步行进入候车大厅候车。从北站出站的旅客可从出站口直接步行至地铁出入口，还可通过地下通道在地下进入地铁站站厅层，实现“零换乘”。

## 车站景观
在未改造之前，沈阳北站的主楼大厅，候车室及贵宾休息室内共有三幅壁画，分别为大理石、锻铜浮雕壁画《白山、黑水》、《和平与发展、团结与进步》和手绘壁画《珍珠湖的传说》。三幅壁画均由鲁迅美术学院和辽宁中国画研究会承製。《珍珠湖的传说》坐落于软席候车室，长46米，高3.6米，总面积为165.6平方米，其主题采用满族文化传说“珍珠湖”以突出该作品的地域文化特征。

## 车站官方媒体

### 沈阳北站电视台
2013年3月28日，沈阳北站电视台成立并正式开播。沈阳北站电视台是集新闻编辑、专题访谈、影音合成等功能于一体的多媒体平台。

### 官方微博
自2011年3月起，沈阳北站分别开通了官方新浪微博和腾讯微博。微博每日发布沈阳北站、沈阳站、长春站、大连站等始发站的列车余票信息，发布车票代售点明细表，转载重点信息，在线咨询、旅客预约、失物招领等活动。

## 问题与事故

### 管理问题
2013年，一项关于沈阳北站服务质量满意度调查结果显示，旅客对北站总体满意度不高，仅为59.67%，其中乘车旅客对候车座位数量及舒适度，车站洗手间数量及清洁程度，饮用水提供情况的满意程度均不及格。另外，沈阳北站在相当长的一段时间里存在着非法营运车辆乱停乱放，违规长途客车售票点拉客、宰客；无证商贩摆摊售货等种种问题。在沈阳北站进行改造期间，大量旅客需从南广场绕行到北广场乘车，致使外地旅客被非法运营的黑车欺诈的现象经常发生。

### 北站地区交通堵塞问题
沈阳北站地区共计2.98平方公里，但汇集着铁路客运站、长途客车运输枢纽、公交枢纽、高架桥上下口和1个有着6个出入口的环岛等交通设施。另外，沈阳北站所处的地区，沈阳金融商贸开发区，也有着近200家金融及服务机构。这导致北站地区有着较大的人流量、车流量并伴随着十分严重的交通堵塞问题。据统计，北站地区高峰时日车流量可达15万台次、日人流量达30万人次，每小时有1.5万人次以上在地面穿越北站路。

### 安全事故
2004年12月6日，沈阳北站站前广场的旅店发生严重的火灾事故，造成7死5伤。2012年5月28日，一男子在站台内的拱形钢铁建筑的中缝中坠落，造成车站电力系统损坏，D6次列车停车一小时且车内断电，温度一度高达29℃，当事人全身100%烧伤，脏器完全损坏，经抢救无效死亡。2012年12月22日，沈阳北站前广场彩钢房着火，未造成人员伤亡。